# Hubert J. Farnsworth
Professor Hubert J. Farnsworth (geboren op 9 april, 2841) is een personage uit de animatieserie Futurama. Zijn stem wordt gedaan door Billy West.
Hubert is een stokoude geleerde en de eigenaar van de koerierdienst Planet Express. Hij is tevens een nakomeling van Philip J. Fry. Hij heeft een zoon in de vorm van een kloon.

## Personage
De professor komt over als een stereotiepe gekke geleerde, vernoemd naar televisie uitvinder Philo Farnsworth. Hij is een seniele en onvoorspelbare man die zowel een maniak als een genie is. Hij heeft een passie voor het maken van vernietigingswapens en atomische supermensen. Daarmee is hij een gevaar voor zichzelf, zijn werknemers en het universum.
De professor geeft les op de Universiteit van Mars, en werkte ooit voor Momcorp. Momenteel brengt hij het merendeel van zijn tijd door met het maken van vreemde en bizarre uitvindingen. Om zijn onderzoek te bekostigen heeft hij de Planet Express opgericht.
De professor heeft als catchphrase de zin "Good news, everyone!" wat vaak gevolgd wordt door zeer slecht nieuws. Een andere bekende uitspraak van hem is "Sweet zombie Jesus!". Vaak spreekt hij zichzelf tegen. Een voorbeeld hiervan was toen hij zijn crew bij elkaar riep voor de opdracht om “gewone honing” te gaan halen. Toen Leela antwoordde dat dit ten minste niet gevaarlijk was, zei hij meteen dat dit “geen gewone honing” was.
Een vaste bron van grappen in de serie is de professors ongewoon hoge leeftijd, en de daarmee samenhangende seniliteit en ouderdomsgebreken. Hij is doorgaans vriendelijk, maar kan plotseling erg verbitterd worden. Hij is tevens een aanhanger van exhibitionisme en verschijnt geregeld naakt op openbare plekken.
De professor maakt zich maar zelden druk om de veiligheid van zijn crew, en stuurt hen geregeld op gevaarlijke missies. Vaak weet hij zelf maar al te goed dat de kans groot is dat zijn crew niet zal terugkeren. De opdrachten die Planet Express aanneemt zijn dan ook vaak opdrachten die geen enkele andere koeriersdienst wilde uitvoeren. Hij maakt hier zelfs reclame mee door te vermelden dat zijn bedrijf opdrachten aan zal nemen waarvoor andere bedrijven niet dom of dapper genoeg zijn. De reden dat hij Fry, Leela en Bender aannam als zijn crew, was omdat zijn vorige crew kort daarvoor was omgekomen bij een mislukte missie. Zelfs het feit dat Fry familie van hem is kan er niet voor zorgen dat hij beter op de veiligheid van zijn crew let.
Een running gag rondom de professor is dat zijn ogen nooit zichtbaar zijn. Hij draagt vrijwel altijd een bril, en als hij die afzet draait hij zijn gezicht altijd weg van de camera.
Meerdere malen werd in de serie onthuld dat de professor mogelijk kannibaal is, of in elk geval de consumptie van intelligent leven aanmoedigt. Verder houdt hij ervan organen uit zijn dode medewerkers te halen, vermoedelijk voor eigen gebruik. Dit werd onder andere gezien in de aflevering How Hermes Requisitioned His Groove Back.

## Erkenning
Professor Farnsworth wordt meestal gezien als het lachertje van de wetenschap, maar hij is ook een paar keer geëerd met hoge onderscheidingen. Hij heeft bijvoorbeeld de opwarming van de Aarde gestopt, en redde New New York van een grote meteoor. En hij kreeg ook de Nobelprijs voor de natuurkunde, voor de uitvinding van zijn doomsday device, gevolgd door de Nobelprijs voor de vrede omdat hij hem niet gebruikte.